# بختي بن عودة
بختي بن عودة (1961 - 1995) كاتب جزائري ولد في مدينة وهران، وشارك في كتابة المقالات الثقافية ونظم الندوات في قصر الثقافة بوهران، وكتب في المجلات والصحف الأسبوعية الجزائرية. اغتيل في حي دلمونتي بوهران. ينتمي بختي بن عودة إلى المثقفين الشباب الذين تأثروا بفلاسفة الهامش أمثال ميشال فوكو وجاك دريدا وغيرهما وبأنصار النقد الجديد أمثال عبد الكريم الخطيبي وغيره. على طريقة هؤلاء، يبحث بختي بن عودة في الأسس المعرفية والمنهجية التي يستند إليها الخطاب الأدبي والنقد في الجزائر.

## مؤلفاته
- «ظاهرة الكتابة في النقد الجديد، مقاربة تأويلية، الخطيبي أنموذجاً» (1994)
- «رنين الحداثة»

## اغتياله
كان بختي بن عودة (1961 - 1995) في الرابعة والثلاثين من عمره، وكان مِن هواة لُعبة كرة القدم. وفي ذلك اليوم، كان على موعدٍ مع بطولةٍ كروية بين أحياء المدينة، وهو الذي يُشرِف على أحد الفرق المشاركة فيها لاعباً ومدرّباً في الوقت نفسه. لعب الشوطَ الأوّلَ من المباراة، واختار أن يتحوّل إلى مدرّبٍ وموجِّهٍ لزملائه في الشوط الثاني انطلاقاً مِن خطّ التماس، غير بعيد عن الجمهور الذي كان يقف بشكلٍ فوضوي مثلما يحدث في الملاعب الشعبية، ولم يتوقّع أنْ يخرج مِن بين المشجّعين شخصٌ يخفي سلاحاً لم يتردّد في توجيهه إليه في غفلة منه.
دون أن يَخرج القاتل من بين جموع الجماهير، خرجت رصاصته من سلاحه، واخترقت رأس بختي بن عودة الذي سقط متخبّطاً في بركة من دمائه، ليفارق الحياة بعد لحظات قليلة، فيتحوّل العرس الكروي الشعبي إلى مأتم. في تلك اللحظة توقّفت مسيرةُ كاتبٍ برز بمشروعه الحداثي والتنويري انطلاقاً من قراءاته العميقة للتراثين العربي والإغريقي وللمدارس النقدية الحديثة.
قبل أسبوع من ذلك، وتحديداً في الخامس عشر من أيار/مايو 1995، شارك بن عودة، الذي كان يرأس تحرير مجلّة «التبيين»، في إقامة ملتقى وطنيّ حول الترجمة في «جامعة السانية» بوهران، حيث يُدرّس، حمل عنوان «الترجمة والاختلاف»؛ وهو عنوانٌ مستلهَم من كتاب «الكتابة والاختلاف» (1967) للفيلسوف الفرنسي جاك دريدا الذي كان مهتمّاً بفكره، إلى جانب أسماء مثل عبد الكبير الخطيبي، وعبد الله العروي، وميشال فوكو، ورولان بارت. وقد حملت المحاضرة التي ألقاها عنوان «القراءة بين التراث والحداثة».
وقبل سنةٍ من ذلك، نظّم ملتقى حول دريدا بعنوان «غداً التفكيك»، أعقبته حملةٌ إعلامية شنّتها بعضُ الصحف الجزائرية التي اتّهمت المفكّر الشاب بالعمل على تمكين «الأقدام السوداء» - وهي التسمية التي تُطلَق على الأوروبيّين الذين وُلدوا في الجزائر خلال فترة الاستعمار الفرنسي - من العودة إليها؛ على اعتبار أنّ دريدا من مواليد الجزائر العاصمة. والمؤكّد أنَّ الحملة، التي أتت في وقتٍ كانت البلاد تعيش أزمةً أمنية نتيجةً للانقلاب على التجربة الديمقراطية القصيرة وتصاعُد المدّ الأصولي، كانت بمثابة تحريضٍ غير مباشر على اغتياله.
المفارقةُ أنَّ القاتل الذي أراد أن يمحو ضحيّته من الوجود ويقضي على مشروعه الفكري، لم يعُد أحدٌ يتذكّر حتى اسمه، بينما بقي اسمُ بختي بن عودة حاضراً بعد ربع قرن من اغتياله، ومعه معالِم مشروعه الفكري الذي يعكسه كتابه «رنين الحداثة» الذي نُشر عام 1999، وأيضاً رسالته الجامعية «ظاهرة الكتابة في النقد الجديد، مقاربة تأويلية، الخطيبي أنموذجاً» (1994) التي طُبعت بعد رحيله أيضاً. ولا يزال العملان يشكّلان مرجعيةً للمهتمّين بالنقد الحديث والتفكيك والحداثة وما بعدها، في حين لم تر أعمالُه الأخرى النور بسبب مشكلات قانونية تتعلّق بورثته.
ومن عجائب القدر أنّ بن عودة رحل قبل سنواتٍ كثيرةٍ مِن رحيل أبرز أصدقائه الروحيّين، وهُم جاك دريدا (2004)، وعبد الكبير الخطيبي (2009)، والطاهر وطار (2010). وكانت هذه الأسماء الثلاثة أفضلَ من رسم ملامح فكره، عندما تكلّموا عنه طويلاً، مبرزين ذلك المشروع الفكري الذي أُريد له أن يُجهَض، مثلما أُجهضت الكثير من المشاريع والأحلام في الجزائر. وأحد تلك المشاريع هو ملتقى الترجمة نفسُه، والذي استمرّ تنظيمه لسبع دوراتٍ وقد بات يحمل اسمه، قبل أنْ يُزال عنه نهائياً.
في حوارٍ إذاعي أجراه معه الكاتب مراد بوكرزازة وبثّته إذاعة قسنطينة في التسعينيات، نستمع إلى بن عودة يقول، كما لو كان يتحدّث عن جزائر 2020: «المثقّف الجزائريُّ كسولٌ لأنّ المؤسّسة الرسمية استهلكته ثم استرجعته، وبهذا حدّدت له الخانات التي ينبغي له أن يتحرّك فيها ويصنع أفقه الذي لن يكون إلّا ضيّقاً. المثقّف الجزائري، المعرّب تحديداً، لا يسافر، لا يسائل، لا يقرأ، للأسباب التي ذكرتُها، ولخوفه من المغامرة التي تحتاج إليها الحداثة».